# ラコダールツヤクワガタ
ラコダールツヤクワガタは、昆虫綱甲虫目クワガタムシ科ツヤクワガタ属に分類されるクワガタムシ。キモンツヤクワガタ、キモンオニツヤクワガタと呼ばれることもある。

## 概要
スマトラ島に分布する。体長はオスは44.1mm～90.0mm、メスは41.7mm～49.0mm。
上翅は会合部を除いて全体が黄色に、頭部も比較的広く逆三角形状に黄色くなる。腹側にも黄色い模様がある。メスは胸の両側に赤い斑点があり、他のツヤクワガタとの区別は容易である。
フェモラリスツヤクワガタやブルマイスターツヤクワガタなどの上翅に美しい色彩を持つツヤクワガタ属の種の代表格であり、人気が高いが、飼育の難易度は高いため注意を要する。オスはフタマタクワガタやヒラタクワガタほどではないが気性が荒いため単独飼育が基本となる。
スマトラ島には本種に非常に類似したクワガタムシが他に2種類生息しており、亜種とすることもある。スペクタビリスツヤクワガタは腹側の黄色い模様が目立たないことで区別する。ヤスオカツヤクワガタの雌には胸に黄色の紋がない。